# سارة ندانو
سارة ندانو (بالإنجليزية: Serah Ndanu)‏، هي مُمثلة كينية.

## أعمالها
| السنوات         | عُنوان العمل بالعربية | عُنوان العمل الأصلي    | الدور  | ملاحظات         |
| --------------- | -------------------- | --------------------- | ------ | --------------- |
| 2010-2013       |                      | Noose of Gold         | Soila  | دور البطولة     |
| 2010            | قانون نيروبي         | Nairobi Law           |        | فيلم روائي طويل |
| 2011            |                      | The Rugged Priest     | أليس   | دور البطولة     |
| 2013 – حتى الآن |                      | Sumu la penzi         | ميريام | دور البطولة     |
| 2015 – حتى الآن |                      | The Skin Therapy Show | نفسها  | مُضيفة للبرنامج  |
| 2016 – حتى الآن | ملتوية               | Twisted               | بيلي   | دور البطولة     |

## الجوائز والترشيحات
| السنة | حفل توزيع الجوائز | الجائزة                         | العمل             | النتيجة | مراجع |
| ----- | ----------------- | ------------------------------- | ----------------- | ------- | ----- |
| 2011  | جوائز كلاشا       | أفضل مُمثلة في دور رئيسي في فيلم | The Rugged Priest | فوز     | [ 5 ] |

## روابط خارجية
سارة ندانو على موقع IMDb (الإنجليزية)